# Véhicule électrique en Autriche
L'adoption de véhicules électriques en Autriche est activement soutenue par l'Union européenne. Diverses politiques ont été mises en place pour apporter un soutien financier direct aux consommateurs et aux fabricants, des incitations non monétaires, des subventions pour le déploiement d'infrastructures de recharge et des réglementations à long terme avec des objectifs spécifiques. En particulier, le règlement de l'UE qui a fixé des objectifs obligatoires pour les émissions moyennes de CO2 du parc automobile pour les nouvelles voitures a contribué efficacement à l'adoption réussie des voitures rechargeables au cours des dernières années.
En octobre 2022, le pays compte environ 100 000 véhicules électriques en Autriche, soit environ 2 % de l'ensemble du parc automobile du pays. Concernant l'achat de véhicules neufs, le pays compte environ 14 % de véhicules électriques parmi l'ensemble des véhicules achetés sur l'année 2021.
En septembre 2022, la Tesla Model Y est la voiture électrique la plus vendue en Autriche.

## Politique gouvernementale
En octobre 2022, le gouvernement autrichien offre une prime à l'achat de 5 000€ pour l'achat d'un véhicule électrique.

## Bornes de recharge
En novembre 2022, le pays compte environ 15 000 stations publiques de recharge.